# 2018년 앵커리지 지진
2018년 앵커리지 지진은 2018년 11월 30일 오후 5시 29분 29초(UTC, 한국 표준시로 2018년 12월 1일 오전 2시 29분 29초)에 미국 알래스카주 앵커리지 인근에서 일어난 모멘트 규모 Mww7.1의 지진이다. 진앙은 앵커리지에서 북쪽으로 16km 떨어진 엘먼도프-리처드슨 합동 기지 바로 인근이며 진원 깊이는 44.1km이다. 6분 후인 오후 5시 35분(UTC)엔 앵커리지 북북서쪽 4km 떨어진 지점에서 모멘트 규모 Mw5.7의 최대여진이 일어났다. 앵커리지 지진의 진동은 앵커리지에서 북쪽으로 약 580km 떨어진 페어뱅크스에서도 감지되었다.
미국의 국가 쓰나미 경보 센터(NTWC)는 지진 직후 쿡 후미와 케나이 반도를 포함한 앵커리지 인근 연안 지역에 쓰나미 경보를 발령하였으나 이내 해제하였다.

## 같이 보기
- 2018년 알래스카만 지진